# شوراهای اسکندریه

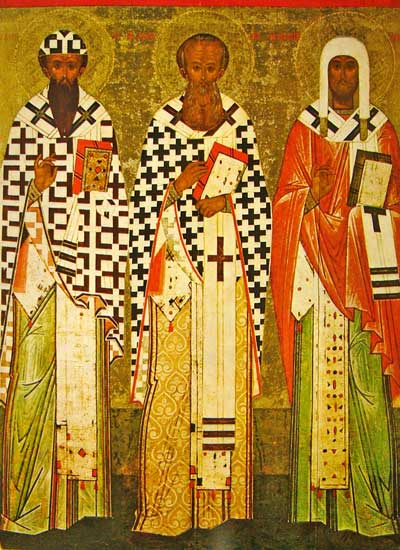
نقاشی از برخی شوراهای اسکندریه

شوراهای اسکندریه (انگلیسی: Councils of Alexandria) در سال ۲۳۱ پس از میلاد به عنوان شورای اسقف‌ها و کشیشان در اسکندریه در مصر تشکیل شد که توسط اسقف دمتریوس فراخوانده شده بودند تا اوریجن اسکندریه را برای مقام معلمی نالایق اعلام کند و او را تکفیر کنند.